# Cuphea rionegrensis
Cuphea rionegrensis är en fackelblomsväxtart som beskrevs av A. Lourteig. Cuphea rionegrensis ingår i släktet blossblommor, och familjen fackelblomsväxter. Inga underarter finns listade i Catalogue of Life.